# Rustam Gelmanov
Rustam Azatovič Gelmanov (rusky: Рустам Азатович Гельманов, * 6. prosince 1987, Tekeli, Almatská oblast, Kazašská SSR) je profesionální lezec, ruský reprezentant ve sportovním lezení a v boulderingu. S lezením začal v roce 2003 a v současnosti žije v Eindhovenu, kde je jeho oblíbená umělá lezecká stěna pro trénink.

## Výkony a ocenění
- druhý (i ruský) závodník, který má tři medaile z Mistrovství světa v boulderingu v letech 2001-2014 (Dmitrij Šarafutdinov má tři zlaté).
- 2009-2014: tři nominace na prestižní mezinárodní závody Rock Master v italském Arcu kde získal stříbro

### Sportovní výstupy ve skalách
- březen 2012: Action directe 9a/5.14d, Frankenjura, Německo
- 8. září 2008: Kinematix 9a/5.14d, Gorges du Loup, Francie, cesta od Andrease Bindhammera z roku 2001 - první ruské 9a

### Bouldering
- srpen 2010: New Base Line 8B+/V14, Magic Wood, Švýcarsko - boulder od Bernda Zangerlera z roku 2001

### Závodní výsledky
| Arco Rock Master | Arco Rock Master | Arco Rock Master | Arco Rock Master | Serre Chevalier Master | La Colmiane Master |
| Rok              | 2009             | 2010             | 2014             | 2007                   | 2007               |
| ---------------- | ---------------- | ---------------- | ---------------- | ---------------------- | ------------------ |
| Obtížnost        | —                | —                | —                | 14-16                  | —                  |
| Bouldering       | 5                | 2                | 10               | —                      | 1                  |

| Mistrovství světa | Mistrovství světa | Mistrovství světa | Mistrovství světa | Mistrovství světa | Mistrovství světa | Mistrovství světa | Mistrovství světa |
| Rok               | 2005              | 2007              | 2009              | 2011              | 2012              | 2014              | 2016              |
| ----------------- | ----------------- | ----------------- | ----------------- | ----------------- | ----------------- | ----------------- | ----------------- |
| Bouldering        | 34-36             | 8                 | 2                 | 3                 | 3                 | 21-23             | 18                |

| Světový pohár       | Světový pohár | Světový pohár      | Světový pohár      | Světový pohár     | Světový pohár | Světový pohár      | Světový pohár           | Světový pohár | Světový pohár        | Světový pohár         | Světový pohár   | Světový pohár                 | Světový pohár                       |
| Rok                 | 2005          | 2006               | 2007               | 2008              | 2009          | 2010               | 2011                    | 2012          | 2013                 | 2014                  | 2015            | 2016                          | 2017                                |
| ------------------- | ------------- | ------------------ | ------------------ | ----------------- | ------------- | ------------------ | ----------------------- | ------------- | -------------------- | --------------------- | --------------- | ----------------------------- | ----------------------------------- |
| Obtížnost           | —             | —                  | 0                  | —                 | —             | —                  | —                       | —             | —                    | —                     | —               | 50-51                         | 0                                   |
| jednotlivě*         | —             | —                  | -,-,-, -,-,38, -,- | —                 | —             | —                  | —                       | —             | —                    | —                     | —               | -,-,-,-, 19-20, -,-           | ,39,                                |
|                     |               |                    |                    |                   |               |                    |                         |               |                      |                       |                 |                               |                                     |
| Rychlost            | —             | 68-70              | —                  | —                 | —             | —                  | —                       | —             | —                    | —                     | —               | —                             | —                                   |
| jednotlivě*         | —             | -,-,-, -,19        | —                  | —                 | —             | —                  | —                       | —             | —                    | —                     | —               | —                             | —                                   |
|                     |               |                    |                    |                   |               |                    |                         |               |                      |                       |                 |                               |                                     |
| Bouldering          | 30-32         | 18-19              | 17                 | 5                 | 2             | 5                  | 6                       | 1             | 4                    | 4                     | 6               | 5                             | 46                                  |
| jednotlivě* (6/6/6) | -,-, 13,-     | -,22, 22,6, -,11,- | 5,9, -,-,-, 6,-    | , · 5,-, · 10,-,8 | 4,6, · ,11, · | 6,5,6, 5,28, 11,18 | ,-,, · 18,10,-, · 6,23, | 4,-, · , · ,  | , · 5,11,10, · 8,6,4 | ,-,20, · 5,,15, · ,15 | 6,, · 7,21, · - | 37-38,-,5, · 27-28,5, · 9,,12 | 57-59,-,-, 27-28,23-25, 21-22,57-58 |
|                     |               |                    |                    |                   |               |                    |                         |               |                      |                       |                 |                               |                                     |
| Kombinace           | —             | 14                 | —                  | —                 | —             | —                  | —                       | —             | —                    | —                     | —               | 4                             | 122-123                             |

* poznámka: nalevo jsou poslední závody v roce

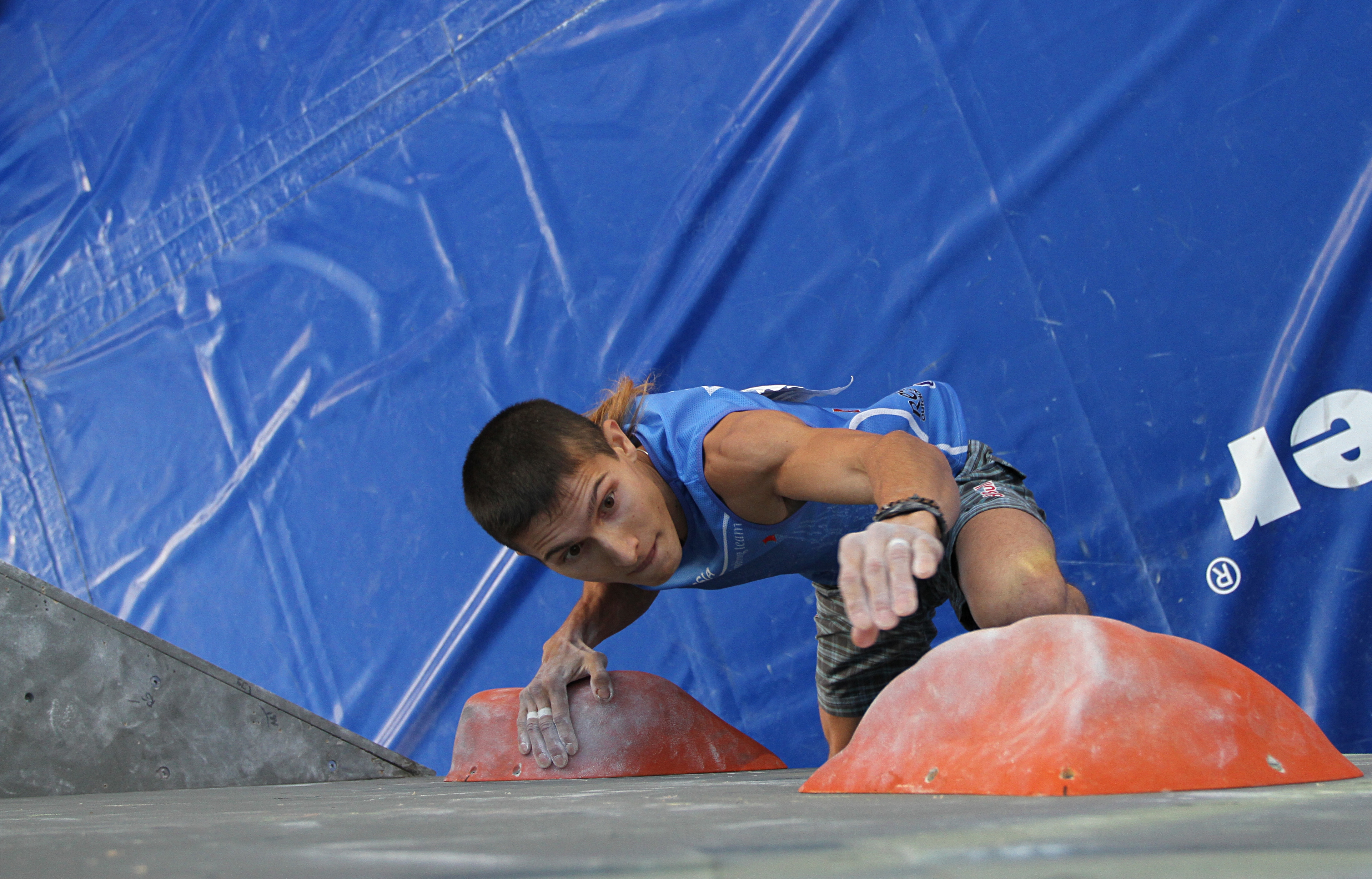
Rustam Gelmanov na Světovém poháru 2012 v boulderingu, Olympiastadion Mnichov

| Mistrovství Evropy | Mistrovství Evropy | Mistrovství Evropy | Mistrovství Evropy | Mistrovství Evropy | Mistrovství Evropy | Mistrovství Evropy |
| Rok                | 2007               | 2008               | 2010               | 2013               | 2015               | 2017               |
| ------------------ | ------------------ | ------------------ | ------------------ | ------------------ | ------------------ | ------------------ |
| Bouldering         | 28                 | 6                  | 16-18              | 7                  | 10                 | 35-36              |

| Mistrovství světa juniorů | Mistrovství světa juniorů |
| Rok                       | 2006 Junioři              |
| ------------------------- | ------------------------- |
| Obtížnost                 | 10                        |